# Вальтер Реппе
Вальтер Юліус Реппе (англ. Walter Julius Reppe) (29 липня 1892 в Айзенах – 26 липня 1969 in Гайдельберг) німецький хімік. Відомий за внесок у вивчення хімії ацетилену.

## Освіта та кар'єра
Вальтер Реппе почав навчання в інституті природничих наук Йенского університету в 1911 році, освіта була перерваною Першою світовою війною. Отримав докторський ступінь в Мюнхені в 1920 році.
 У 1921 році Реппе працював в головній лабораторії концерну BASF. З 1923 року він працював над питаннями каталітичної дегідратації формаміду до синильної кислоти в лабораторії індиго, розвиваючи цю процедуру для промислового використання. У 1924 році він залишив дослідження на 10 років, відновивши його в 1934 році.

## Дослідження ацетилену
Реппе проявив інтерес до ацетилену в 1928 році, як до газу, який може брати участь у багатьох хімічних реакціях. Через небезпеку використання ацетилену як вибухонебезпечної речовини, в реакціях використовувались невеликі об'єми ацетилену в той час, без високого тиску. Насправді, було заборонено стискати ацетилен більше ніж 1,5 бар на виробництвах BASF.
Для безпечної роботи з ацетиленом, Реппе розробив спеціальні пробірки, так звані «Окуляри Реппе» — кульки з нержавіючої сталі з гвинтовим ковпачком, що дозволило експерименти з високим тиском. Плодом зусиль були велика кількість взаємопов'язаних реакцій, відомих в хімії як Хімія Реппе.

## Реакції Реппе
Реакції з високим тиском, каталізовані важкими металами, з'єднаними з ацетиленом (ацетиленіди), діляться на 4 групи, і часто називаються реакціями Реппе:
- Вінілізація:

- Алкінізація альдегідів:

- Реакції з монооксидом вуглецю:

Цей простий синтез використовувався для отримання похідних акрилової кислоти для виробництва органічного скла.
- Циклічна полімерізація або цикло-ологомерізація ацетилену в циклооктатетарен, яка є найбільш важливою реакцією в використанні темплатного ефекту. Реакція використовує в реакції Нікель (II) як реакційний центр, де молекули ацетилену займають чотири суміжні позиції, реагуючи між собою з отриманням продукту.[3]

Якщо завершвальний ліганд, такий як трифенілфосфін присутній в достатній кількості, щоб зайняти координаційний центр синтезу, місце залишається вільним лише для трьох молекул ацетилену, з утворенням бензену.
Запропоновані методики дозволили синтезувати незвичним шляхом бензен та особливо циклооктатетраєн, які було важко отримувати іншими шляхами.
Продукти з цих чотирьох типів реакцій виявилися універсальними проміжними продуктами в синтезі лаків, клеїв, спінених матеріалів, текстильних волокон, а також фармацевтичних препаратів.

## Після війни
Після Другої світової війни, Реппе очолював дослідження в BASF з 1949 до його виходу на пенсію в 1957 р. З 1952 по 1966 рік, він також був наглядовій раді. Він був також професором в Університеті Майнца в Дармштадтському технічному університеті з 1951 і 195 з 1951 і 1952 роках відповідно. Разом з Отто Байєром і Карл Зіглером він був нагороджений Кільцем Вернера фон Сіменса в 1960 році за розширення наукових знань та розвитку в галузі нових синтетичних високомолекулярних матеріалів.

## Спадок
Більшість промислових процесів, які були розроблені Реппе та його співробітниками були замінені, в основному тому, що хімічна промисловість перейшла з вугілля як сировини на нафту, де алкени від термічного крекінгу легко доступні, проте, не ацетилен.
Разом зі своїми сучасниками, такими як Отто Релен, Карл Ціглер, Ганс Тропш, і Франц Фішер, Реппе був лідером в демонстрації вжитку металевих каталізаторів реакцій в умовах великомасштабного синтезу органічних сполук. Економічні вигоди, демонстровані цього дослідження мотивували в кінцевому підсумку розквіт металоорганічної хімії та її тісний зв'язок з промисловістю.